# Leandro Gelpi
Leandro Gelpi Rosales (Montevideo, 27 febbraio 1991) è un calciatore uruguaiano, portiere del Villa Española.

## Carriera

### Club
Inizia la sua carriera nel 2011 nel Peñarol.

### Nazionale
Partecipa al Mondiale Under-20 nel 2011 e alle Olimpiadi di Londra nel 2012.

## Palmarès

### Club

#### Competizioni nazionali
- Campionato uruguaiano: 1

Peñarol: 2009-2010